# Kompatibilní toner
Kompatibilní toner je levnější alternativou vůči toneru od výrobce tiskárny (tzv. originálu). Jedná se o toner, který vyrobil jiný výrobce než výrobce tiskárny za podstatně výhodnější cenu. Kompatibilní toner je zpravidla vyroben z nových komponentů, ve většině případů ve srovnatelné kvalitě jako originál (někdy i na stejné výrobní lince, pouze bez loga výrobce tiskárny). Použitím kompatibilních tonerů se neztratí záruka na tiskárnu. Na trhu je velké množství těchto alternativních tonerů a také jejich kvalita se velice liší. Rozdíl ve výsledné kvalitě tisku s kompatibilním tonerem může být způsoben často nejen výrobcem kompatibilního toneru, ale také typem tiskárny.
Výjimku nacházíme u výrobce Xerox, který vyrábí kompatibilní tonery z 1× použitých kazet. V kompatibilních tonerech Xerox jsou vyměněny všechny vnitřní součástky za nové.
Výroba kompatibilního toneru probíhá ve většině případů v Číně a na jiné výrobní lince, než originální tonery, které používají kvalitnější plasty a části potřebné k přímému tisku, pokud je již vyroben. Kompatibilní toner se ve většině případů vyrábí jako použitelný ve více typech tiskáren, díky čemu může dojít k poškození tiskárny a záruky. Patentní právo, velké množství kompatibilních tonerů porušuje patenty výrobců, pouze pokud dojde ke změně převodového ústrojí atp. tak nedochází k porušování patentů (extrémně vysoká cena za vývoj, proto se tak neděje). Mezi další nevýhody kompatibilních tonerů je právě to, že tonery jsou vyrobeny zcela nové, spotřeba surovin, které jsou navíc velmi těžce zpracovatelné, tonery nejsou vyrobeny ze stejného a identifikovatelného plastu (na rozdíl od originálních).
Nejlepší alternativou se tak jeví repasovaný toner, jedná se o znovu naplnění použitého originálního toneru (tonerový prach, válec, stěrka atp.). Velkou výhodou je neporušování patentních práv, ekologie (nemusí se vyrábět nové tělo toneru, plasty ze starých tonerů jsou dále recyklovatelné), kvalita tisku je srovnatelná s originálním tonerem a v neposlední řadě nedojde k poškození tiskárny, protože do ní budete vkládat toner, který tam patří. Jen pozor na "amatérsky" repasované tonery.

## Rizika neoriginálních tonerů
Neoriginální tonery do laserových tiskáren z Číny mohou obsahovat nebezpečné látky. Mezi ně patří nadlimitní množství zpomalovačů hoření, konkrétně Dekabromdifenyl ether, který má vliv na činnost reprodukčních systémů a štítné žlázy. Test VŠCHT u namátkově vybrané čínské tonerové kazety odhalil koncentraci PBDE 318 miligramů na kilogram (32x více než je limit EU). Dále mohou obsahovat Styren (karcinogen skupiny 2B), karcinogeny ze skupiny těkavých organických látek a ultrajemných částic. 